# Monte Walshe
Il Monte Walshe (in lingua inglese: Mount Walshe) è un picco roccioso antartico privo di ghiaccio che si innalza fino a circa 2.050 m, situato sul fianco settentrionale del Ghiacciaio Barlett, nel punto d'incontro con il Ghiacciaio Scott. È posizionato nella parte meridionale delle Hays Mountains, catena montuosa che fa parte dei Monti della Regina Maud, in Antartide. 
Il monte fu mappato nel 1960-64 dalla United States Geological Survey (USGS ) sulla base di ispezioni in loco e utilizzando le fotografie aeree scattate dalla U.S. Navy.
La denominazione è stata assegnata dall'Advisory Committee on Antarctic Names (US-ACAN) in onore del capitano di corvetta Edward C. Walshe Jr. (1925-1997), dell'U.S. Navy, ufficiale a bordo della nave Arneb in Antartide durante le stagioni 1957-58 e 1958-59; Walshe fece successivamente parte dello staff del Comandante dell'U.S. Naval Support Force in Antartide nel 1966-67.